# Куитмен (Арканзас)
Куитмен (англ. Quitman, Arkansas) — город, расположенный в округах Фолкнер и Клиберн (штат Арканзас, США), с населением в 714 человек по статистическим данным переписи 2000 года.

## География
По данным Бюро переписи населения США город Куитмен имеет общую площадь в 4,92 квадратных километров, водных ресурсов в черте населённого пункта не имеется.
Куитмен расположен на высоте 178 метров над уровнем моря.

## Демография
По данным переписи населения 2000 года в Куитмене проживало 714 человек, 204 семьи, насчитывалось 316 домашних хозяйств и 358 жилых домов. Средняя плотность населения составляла около 146 человек на один квадратный километр. Расовый состав Куитмена по данным переписи распределился следующим образом: 98,88 % белых, 1,04 % — коренных американцев, 0,14 % — азиатов, 0,84 % — представителей смешанных рас.
Испаноговорящие составили 0,42 % от всех жителей города.
Из 316 домашних хозяйств в 31,3 % — воспитывали детей в возрасте до 18 лет, 50,6 % представляли собой совместно проживающие супружеские пары, в 9,8 % семей женщины проживали без мужей, 35,4 % не имели семей. 32,6 % от общего числа семей на момент переписи жили самостоятельно, при этом 20,6 % составили одинокие пожилые люди в возрасте 65 лет и старше. Средний размер домашнего хозяйства составил 2,26 человек, а средний размер семьи — 2,84 человек.
Население города по возрастному диапазону по данным переписи 2000 года распределилось следующим образом: 25,6 % — жители младше 18 лет, 8,3 % — между 18 и 24 годами, 26,3 % — от 25 до 44 лет, 17,9 % — от 45 до 64 лет и 21,8 % — в возрасте 65 лет и старше. Средний возраст жителей составил 38 лет. На каждые 100 женщин в Куитмене приходилось 85,0 мужчин, при этом на каждые сто женщин 18 лет и старше приходилось 80,6 мужчин также старше 18 лет.
Средний доход на одно домашнее хозяйство в городе составил 24 375 долларов США, а средний доход на одну семью — 31 964 доллара. При этом мужчины имели средний доход в 28 750 долларов США в год против 18 047 долларов среднегодового дохода у женщин. Доход на душу населения в городе составил 15 537 долларов в год. 11,8 % от всего числа семей в округе и 14,0 % от всей численности населения находилось на момент переписи населения за чертой бедности, при этом 12,2 % из них были моложе 18 лет и 23,2 % — в возрасте 65 лет и старше.